# شهرستان ازبکستان
ناحیهٔ ازبکستان (به ازبکی: Uzbekistan District) یک ناحیه در ازبکستان است که در ولایت فرغانه واقع شده‌است. ناحیه ازبکستان ۶۹۰ کیلومتر مربع مساحت و ۱۸۱٬۱۰۰ نفر جمعیت دارد.